# Antonín Strnad
Antonín Strnad (ur. 10 sierpnia 1746 w Náchodzie, zm. 23 września 1799 w Sazenie) – czeski naukowiec, meteorolog, matematyk, rektor uniwersytetu w Pradze i dyrektor obserwatorium astronomicznego w Clementinum.

## Życiorys

### Młodość
Antonín Strnad urodził się w Náchodzie w kraju hradeckim. Uczęszczał do gimnazjum w Hradcu Králové, a następnie w 1763 wstąpił do zakonu jezuitów, gdzie zainteresował się meteorologią i zaczął prowadzić własne pomiary. Nie przyjął jednak święceń. W 1773 doszło do kasaty jezuitów i Strnad przeniósł się do Pragi. Tam rozpoczął studia z zakresu matematyki, astronomii i fizyki na Uniwersytecie Karola.

### Kariera
W trakcie studiów Strnad poznał astronoma Josepha Steplinga, co zaowocowało jego szybką karierą. Po śmierci Steplinga w roku 1778 Antonín Strnad objął jego katedrę jako profesor nadzwyczajny geografii fizycznej i matematyki. Już w 1781 Strnad został też dyrektorem obserwatorium astronomicznego w Clementinum, które założył Stepling. Strnad brał także w tym czasie udział w powołaniu Królewskiego Czeskiego Towarzystwa Naukowego, które w 1784 zastąpiło dotychczasowe Prywatne Towarzystwo Naukowe. W tej instytucji Antonín Strnad brał czynny udział, co zaowocowało sprawowaniem przez niego funkcji przewodniczącego w latach 1787-1788. W tym czasie, w roku 1784 poślubił Katarzynę Marsanovą, z którą doczekał się czwórki dzieci. W roku 1792 Strnad otrzymał z kolei urząd dziekana Wydziału Filozofii, a już w 1795 wybrano go rektorem całego Uniwersytetu Karola.

### Badania naukowe

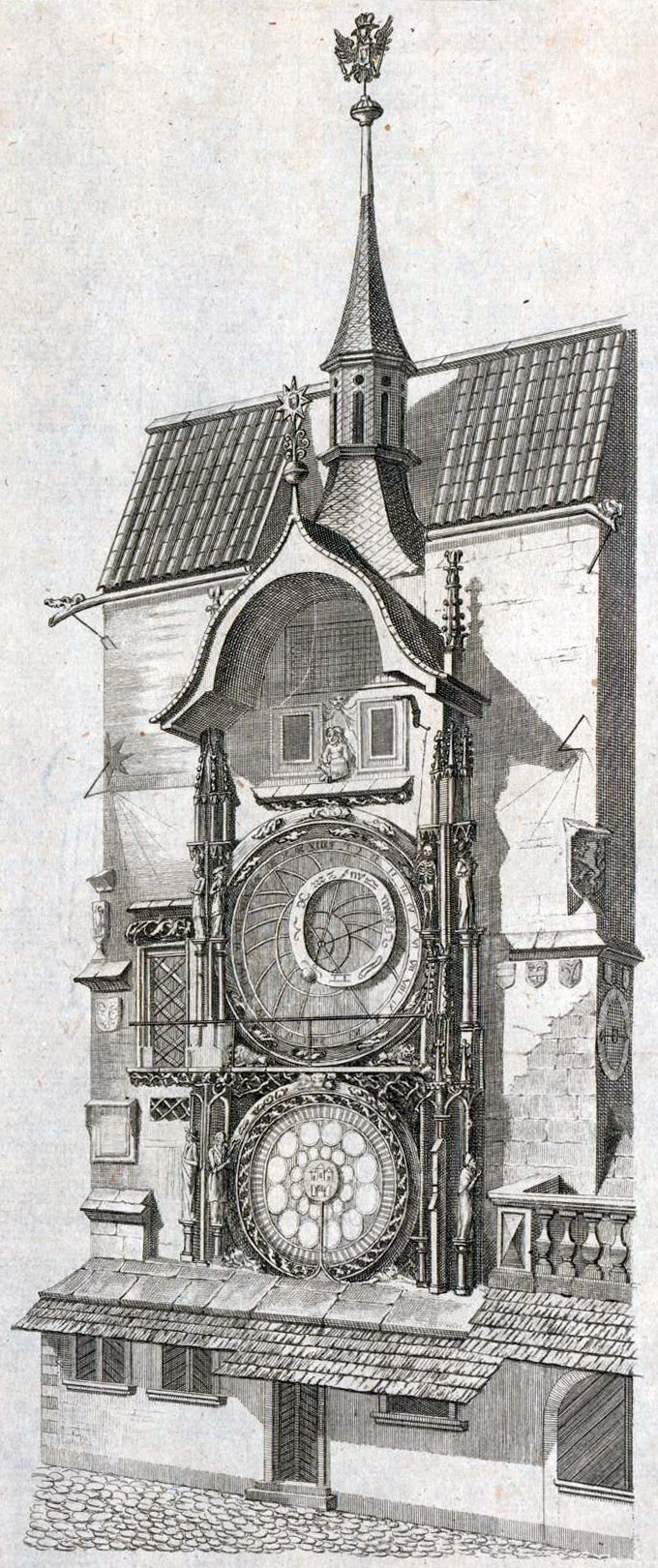
Zegar astronomiczny uratowany przez Strnada po remoncie

#### Meteorologia
Wraz ze Steplingiem, Strnad prowadził regularne obserwacje meteorologiczne, co zaowocowało pozyskaniem większego doświadczenia z tego zakresu. Do dziś zachowały się zapiski naukowca od roku 1775, świadczące o tym, że rozpoczął w Clementinum prowadzenie systematycznych pomiarów (temperatury powietrza, ciśnienia, kierunku i prędkości wiatru oraz sumy opadów), kontynuowanych do dziś. Zajął się także rozbudową sieci stacji meteorologicznych, m.in. w Žatecu, Choceňiu i Telču, zgodnie z postulatami wysuwanymi przez świeżo powołane w Mannheim Societas Meteorologica Palatina, które swym zasięgiem objęło większość Europy.

#### Inne dziedziny
Strnad nie zaniedbywał także innych zainteresowań. Zajmował się pomiarami pola magnetycznego Ziemi, obserwował meteoryty. W samej Pradze Strnad doprowadził do uratowania XV-wiecznego zegara astronomicznego, który magistrat miał zezłomować ze względu na bardzo zły stan techniczny urządzenia. Ostatecznie jednak udało się zebrać wymaganą na renowację kwotę i w latach 1787-1791 zegar wyremontowano, dzięki czemu do dziś jest dużą atrakcją turystyczną.

### Śmierć
W 1799 Strnad zachorował na gruźlicę, a jego stan szybko się pogarszał. W tej sytuacji wyjechał na zaproszenie młodego księcia Ferdynanda Kinskýego do jego zamku w Sazenie pod Kladnem, aby tam dojść do zdrowia. Choroba była jednak zbyt rozwinięta i naukowiec zmarł w książęcym majątku 23 września. Został pochowany na cmentarzu kościoła św. Klemensa w Chržínie.

## Najważniejsze dzieła
- Beobachtungen über einige meteorologische Gegenstände besonders über die Ebbe und Fluth in der Luft etc. – 1785;
- Verzeichnis der Naturbegebenheiten in Böhmen vom Jahre 633 - 1700 – 1790;
- Stoletý kalendář na způsob Kryštofa z Helwiku – 1793.